# Perovskiti

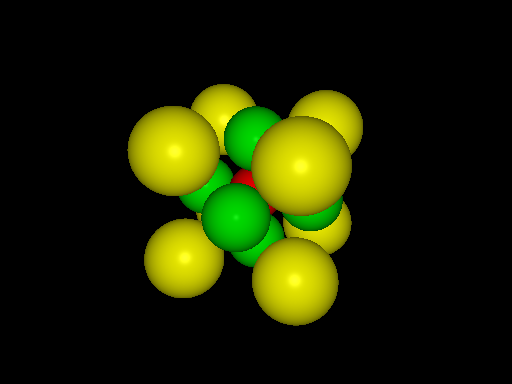
Struttura ABO_{3} tipica di una perovskite.
Il metallo alcalino è rappresentato con il colore giallo, il metallo di transizione è in rosso, e l'ossigeno è in verde.

Le perovskiti, o sottogruppo delle perovskiti, è composto da ossidi misto di due metalli, che ha la formula chimica: ABO3.
Questo sottogruppo di minerali prende il nome dal minerale della perovskite, il primo minerale ad essere scoperto. Di solito, il primo metallo è un metallo alcalino terroso (tipicamente il calcio), mentre il secondo è un metallo di transizione (tipicamente, il manganese o il silicio).
Alcuni materiali con struttura perovskitica potrebbero essere impiegati in futuro in alcuni pannelli fotovoltaici.

## Proprietà
Alcune perovskiti possiedono importanti proprietà ferroelettriche, piezoelettriche, magnetiche, piroelettriche, optoelettroniche e di superconduttività.
 
Alcune perovskiti, contenenti manganese, sono buoni catalizzatori. Sono impiegati in alcune reazioni elettrochimiche. Ad esempio, sono impiegati nelle riduzioni della pericolosa anidride solforosa, e nella idrogenazione e idrogenolisi di alcuni idrocarburi. Sono anche impiegate come catalizzatori in alcune reazioni di combustione (per l'ossidazione del pericoloso monossido di carbonio).

## Tipi di perovskite
La famiglia delle perovskiti è composta dai seguenti minerali:
- barioperovskite
- goldschmidtite
- isolueshite
- lakargiite
- loparite-(Ce)
- lueshite
- macedonite
- megawite
- perovskite
- tausonite

## Sintesi
Le sintesi più comuni coinvolgono spesso processi di calcinazione o surriscaldamento di miscele di sali metallici. L'enorme interesse applicativo ha spinto la ricerca, non solo nella scoperta e caratterizzazione di nuove perovskiti sintetiche. ma anche di nuovi metodi di sintesi con differenti reagenti e catalizzatori, che ne rendano la produzione più economica sul piano industriale. L'ossido La0.8Sr0.2CoO3 (abbreviato in LSCO) è stato preparato utilizzando le proprietà di adsorbimento della cellulosa, testimoniando che la cellulosa potrebbe svolgere funzioni nell'omogeneità della soluzione di partenza. Durante la fase iniziale di pirolisi, la cellulosa è parzialmente ossidata e alcuni gruppi COO- appaiono nella struttura che si va formando, per essere poi rimpiazzati con l'adsorbimento degli ioni metallici. La costituzione della perovskite e le proprietà della polvere risultano essere significativamente influenzate dal tipo di matrice cellulosica (come la presenza di nitrato di cellulosa), dal rapporto quantitativo con i metalli, dalle condizioni di calcinazione; una produzione di biossido di carbonio non eluito nel tempo crea carbonato che rimane inglobato, mentre una calcinazione ad alta temperatura (> 800 °C) è necessaria per ottenere un maggior grado di purezza. Condizioni migliori per ottenere strutture nano-cristalline sono a temperature non inferiori ai 500 °C.